# Mediterrán botsáska
A mediterrán botsáska (Bacillus rossius) a rovarok (Insecta) osztályába, botsáskák (Phasmatodea) rendjébe és a Bacillidae nevű  családba tartozó faj.
Széles körben elterjedt terráriumi díszállat.

## Elterjedése
Természetes élőhelye Dél-Európa és Észak-Afrika. A fajt 2 alkalommal Bosznia-Hercegovinában is megtalálták, ezen a két eseten kívül azonban hiába keresték.
Száraz cserjések, erdőszélek és füves területek lakója.

## Megjelenése
A faj nőstényei 65–105 mm hosszúak. A combok alja belül vörös, kívül fekete. A hímek 50–80 mm hosszúságúak. Mindkét ivar szárnyatlan, zöld vagy barna színű. Csápjuk 20–30 ízű. A nőstény rövid fartoldalékokat (cercus) visel.

## Életmódja
A természetben szeder és rózsafélék levelével táplálkozik, fogságban ezen kívül szilva, alma, madárbirs, galagonya, körte, áfonya, eukaliptusz és rekettye levelével táplálhatjuk.
Tartása során magas hőmérsékletet és 70% körüli páratartalmat igényel.
A természetben hibridizálódhat a Bacillus grandii nevű fajjal.

### Szaporodás, egyedfejlődés
Egyes populációk ivarosan, mások szűrnemzéssel (parthenogenesis) szaporodnak. A nőstények nagy számú, akár 1000 petét is lerakhatnak a földbe. A peték 2,4 mm átmérőjűek. A megtermékenyített peték 2-3 hónap alatt kelnek ki, a nem megtermékenyítettek 3-9 hónap alatt.
A nimfák 10 mm hosszúak. Ivarérettségüket 2-4 hónap alatt érik el.